# Die Diamantenhölle am Mekong
Die Diamantenhölle am Mekong ist ein Abenteuerfilm von Gianfranco Parolini aus dem Jahr 1964, der in deutsch-italienisch-französischer Koproduktion entstand. Der unter anderem in Bangkok gedrehte Film kam am 19. Juni 1964 in die deutschen Kinos.

## Handlung
Über Amsterdam wird seit einiger Zeit eine Vielzahl an Diamanten verkauft. Nachforschungen eines Journalisten haben ergeben, dass die Diamanten aus einer illegalen Mine aus Thailand unweit des Mekong stammen. Leiter der Mine ist ein gewisser John Yakiris. Hinter den Diamanten sind zwei Interessengruppen her: Eine Gangsterbande, die von einem Mann mit dem Decknamen „Der gelbe Tiger“ geleitet wird, und das internationale Diamantensyndikat, das die Mine in seinen Besitz bringen will, um den weltweiten Diamantenhandel zu kontrollieren. Bevor der Journalist seiner Sekretärin die genaue Lage der Mine beschreiben kann, wird er ermordet.
Das Syndikat will herausbekommen, wo die Mine liegt, und schickt seinen besten Mann Vermeeren nach Bangkok, der sich dort mit einem Diamantenhändler namens Si Ting Mo, einem Handelspartner des Syndikats, treffen soll. Am Flughafen nach Bangkok trifft Vermeeren auf den Journalisten Werner Homfeld, der ahnt, dass Vermeeren die Lage der Mine herausbekommen will und ihm daher auf den Fersen bleiben will. Vermeeren wird zum Telefon gerufen und Homfeld durch die schöne Vivian Lancaster abgelenkt, die ebenfalls nach Bangkok fliegen will, da sie am Mekong auf einer Schlangenfarm als Ärztin arbeitet. Als die Passagiere des Fluges nach Bangkok aufgerufen werden, ist Homfeld irritiert, dass es sich bei Vermeeren plötzlich um einen anderen Mann handelt. Dieser zeigt in Bangkok ebenfalls großes Interesse an den Diamanten und der Lage der Mine. Immer wieder laufen sich Homfeld und der falsche Vermeeren über den Weg, belauern sich gegenseitig und versuchen, cleverer als der andere zu sein. Der falsche Vermeeren wird zusammengeschlagen; auch Homfeld entgeht nur knapp einen Mordanschlag. Beide suchen Si Ting Mo auf und sitzen am Abend im Lunar-Club, in dem sich der falsche Vermeeren mit dem Gelben Tiger verabredet hat. Hier kommt es bald zu einer Schlägerei, in der sich der angeblich arbeitslose Dschungelführer Joe Warren als besonders schlagkräftig erweist. Er rettet so die Britin Gloria Pickerstone, die mit ihrem Diener Smokie unterwegs ist und zu gerne eine Safari machen will. Joe stimmt zu, sie in den Dschungel zu begleiten.
Der falsche Vermeeren hat Si Ting Mo dazu gebracht, von der geheimen Diamantenfarm neue Diamanten anzufordern. Bei der Übergabe kommt es zum Aufeinanderprallen der verschiedenen Interessengruppen: Homfeld, der falsche Vermeeren und die Männer um den gelben Tiger versuchen an die Tasche mit dem Geld zu kommen. Homfeld kann sie schließlich sichern und später an den falschen Vermeeren übergeben. Diesem fällt auf, dass ein Umschlag mit einer Landkarte fehlt. Auf dieser ist nicht nur die Lage der Schlangenfarm, sondern auch die Lage der Mine verzeichnet. In der Diamantenmine hat der verrückte John Yakiris inzwischen sämtliche Ausgänge mit Sprengstoff versehen lassen. Ausbruchsversuche werden mit dem Tod bestraft und Rebellen von Yakiris’ Schlangen getötet. Als der Lagerarzt eine Revolte gegen Yakiris beginnt, wird auch er getötet. Da im Lager nun ein Arzt fehlt, ordnet Yakiris die Entführung von Vivian Lancaster an.
Homfeld, der falsche Vermeeren, Joe, Gloria Pickerstone und Smokie sind im Dschungel unterwegs. Hier werden sie von den Leuten um den Gelben Tiger, der eigentlich Richard heißt, beobachtet, die ihnen das Vorankommen schwermachen. Richard und seine Freundin Jeanette May-Wong werden von einer Mitarbeiterin der entführten Vivian abgepasst, die sie um Hilfe bittet. Kurzerhand gibt sich Jeanette als Ärztin aus und fährt mit der Mitarbeiterin und einigen von Richards Männern zur Gruppe um Homfeld. Gemeinsam erreichen sie die Schlangenfarm. Als Jeanette mit Richards Männern sämtliche Wagen der Reisegruppe stehlen will, wird sie entdeckt. Homfeld und der falsche Vermeeren, die inzwischen zusammenarbeiten, erkennen Jeanette als Freundin des Gelben Tigers aus der Lunar-Bar wieder. Sie geleiten sie zu dem Ort, an dem sie auch Richard vermuten. Es kommt zur wilden Schießerei, während der Gloria Pickerstone zufällig den Zugang zur Mine findet. Homfeld und seine Leute sowie Richard und seine Anhänger stürmen zur Mine. Richard und seine Männer sterben, als der alarmierte John Yakiris die Zugangsbrücke sprengen lässt. Homfeld, der falsche Vermeeren, Gloria, Joe und Smokie werden gefangen genommen, doch überwiegt bei Homfeld die Freude, Vivian lebend zu sehen. Die warnt ihre Freunde vor John Yakiris; einst war sie seine Ärztin in der Nervenheilanstalt in Bangkok. Tatsächlich ist Yakiris irr und hat die gesamte Mine mit Sprengstoff versehen lassen, um jedes Haus auf dem Grund in die Luft zu jagen. Nachdem er einen Großteil der Arbeiter auf diese Weise getötet hat, will er mit Vivian fliehen. Als sie ihm nicht sofort folgt, sperrt er sie in eine der Hütten, die er wie auch die von Homfeld und den anderen in die Luft sprengen will. Homfeld und den anderen gelingt die Flucht. Sie befreien Vivian und entwaffnen Yakiris, der von den nun freien Arbeitern des Lagers gelyncht wird. Kurz darauf trifft die Polizei ein, die Homfeld bereits vor ihrem Aufbruch über ihr Ziel informiert hat. Nun stellt sich auch heraus, dass der falsche Vermeeren in Wirklichkeit Jack McLean heißt und Kommissar bei Interpol ist. Auch Joe Warren ist in Wirklichkeit Polizist. Gloria ist enttäuscht, orientiert sich jedoch schnell um und fragt sich, wie ein Polizist wohl als Ehemann sei.

## Synchronisation
| Rolle                | Darsteller         | Synchronsprecher    |
| -------------------- | ------------------ | ------------------- |
| Dr. Vivian Lancaster | Marianne Hold      | Eva Pflug           |
| Jack McLean          | Horst Frank        | Helmo Kindermann    |
| Joe Warren           | Brad Harris        | Heinz Engelmann     |
| Gloria Pickerstone   | Dorothee Parker    | Rosemarie Fendel    |
| John Yakiris         | Gianni Rizzo       | Harald Wolff        |
| Richard              | Philippe Lemaire   | Holger Hagen        |
| Jeanette May-Wong    | Michèle Mahaut     | Rose-Marie Kirstein |
| Sekretärin           | Elisabeth Volkmann | Ursula Herwig       |

## Kritik
Für den film-dienst ist Die Diamantenhölle am Mekong ein „drittklassiges Fließbandprodukt“.